# Bernard Charles
Pour les articles homonymes, voir Charles.
Ne doit pas être confondu avec Bernard Charlès.
 (mai 2025).
Bernard Charles, né le 16 avril 1948 à Cahors (Lot), est un homme politique français, membre du Parti radical de gauche.

## Biographie
Pharmacien de formation, Bernard Charles est devenu député du Lot en 1983, grâce à sa victoire lors d'une élection partielle organisée après l'élection au Sénat de Maurice Faure. Il a constamment été réélu jusqu'en 2002. En 1992 puis en 2001-2002, Bernard Charles a appartenu aux commissions chargées d'examiner les projets de loi sur la bioéthique. Il a présidé en 2002 le groupe RCV
Il est également mis en examen en 1995 pour avoir cédé un terrain communal à Pierre Fabre pour 1 franc symbolique.
Il a également été maire de Cahors de 1989 à 2001.
Bernard Charles préside le Centre d’études et de formation hospitalière (CEFH).

## Distinction
- 2017 : Chevalier de la Légion d'honneur
- 2001 : Grand Officier du Wissan El Alaoui (Maroc)[1]